# Кикова
Кикова́ — село в Україні, у Стриївській територіальній громаді Звягельського району Житомирської області. Населення становить 1 223 особи (2001).

## Населення

### Мова
Розподіл населення за рідною мовою за даними перепису 2001 року:
| Мова            | Кількість | Відсоток |
| --------------- | --------- | -------- |
| українська      | 1211      | 99.02 %  |
| російська       | 11        | 0.90 %   |
| інші/не вказали | 1         | 0.08 %   |
| Усього          | 1223      | 100 %    |

## Історія
У 1577 році село належало до Звягельського замку князя Василя-Костянтина Острозького, який платив від Кикової від 1 диму на лані, 4 дим. на півдвор., і 4 дим. на чверть. В селі на березі Случі, 2 кургани. На землях села знайдено в кінці 19 століття скарб срібних нашийників
В кінці 19 століття в селі — 255 домів і 1066 жителів, дерев'яна церква 1784 року, 2 водяні млини.
У 1906 році — село Гульської (Рогачівської) волості Новоград-Волинського повіту Волинської губернії. Відстань від повітового міста 00 верст, від волості 00. Дворів 00, мешканців 00.]] волості Житомирського повіту Волинської губернії. Відстань від повітового міста 26 верст, від волості 25. Дворів 288, мешканців 1535.
4 грудня 2018 року включене до складу новоутвореної Стриївської територіальної громади Новоград-Волинського (згодом — Звягельський) району Житомирської області.

## Відомі люди
- Гордійчук Григорій Опанасович (* 1937) — президент Української державної будівельної корпорації «Укрбуд».